# Damian Brezina
Damian Brezina (* 8. November 1978) ist ein ehemaliger deutscher Fußballspieler. 

## Werdegang
Brezina begann beim SC Drispenstedt mit dem Vereinsfußball, 1991 wechselte er zu Hannover 96. Mit der B-Jugend der Niedersachsen wurde er zweimal deutscher Vizemeister.
1995 nahm der Mittelfeldspieler mit der deutschen U17-Nationalmannschaft an der Weltmeisterschaft dieser Altersklasse teil. Brezina bestritt bei dem WM-Turnier drei Spiele und erzielte ein Tor.
Er wurde in Hannovers Regionalliga-Mannschaft aufgenommen und gehörte zum Aufgebot, das 1997 Meister der Regionalliga Nord wurde, aber in der Relegation den Aufstieg in die 2. Bundesliga verpasste. Im November 1997 strich 96-Trainer Reinhold Fanz Brezina und vier weitere junge Spieler aus dem Aufgebot, da sie nach dessen Dafürhalten für Vertragsverlängerungen zu hohe Forderungen aufgerufen hatten. Brezina nahm im Dezember 1997 beim Hamburger SV an einem Probetraining teil, eine Verpflichtung kam nicht zustande. Im März 1998 erhielt Brezina dann einen neuen Zweijahresvertrag und stieg im selben Jahr mit Hannover 96 in die 2. Bundesliga auf. Brezina wurde im Verlauf der Saison 1998/99 in zwei Zweitligaspielen eingesetzt. Zu seinen Mannschaftskameraden in seiner Zeit bei Hannover 96 gehörten unter anderem Gerald Asamoah, Fabian Ernst, Sebastian Kehl und Otto Addo.
Nach seinem Weggang von Hannover 96 spielte Brezina unter anderem in der Regionalliga und lange in der Oberliga. 2013 beendete er seine Laufbahn im Amateurfußball aus beruflichen Gründen, sein letzter Verein war der SV Germania Grasdorf in der Bezirksliga 3.